# Conversatieanalyse
Conversatieanalyse (CA) is een benadering van het onderzoek naar sociale interactie, die empirisch de mechanismen onderzoekt waarmee mensen tot begrip van elkaar komen. Het richt zich op zowel verbaal als non-verbaal gedrag, vooral in situaties uit het dagelijks leven. CA is ontstaan als sociologische methode, maar heeft zich sindsdien verspreid naar andere vakgebieden. Het is ontstaan met een focus op informele gesprekken. De gebruikte methoden zijn sindsdien aangepast om meer institutionele interacties te omvatten, zoals interacties in dokterspraktijken, rechtbanken, wetshandhaving, hulplijnen, onderwijs en de massamedia. CA richt zich tegenwoordig ook op multimodale en non-verbale activiteit in interactie, met inbegrip van blik, lichaamstaal en gebaren. Als gevolg daarvan is de term ‘conversatieanalyse’ een beetje een verkeerde benaming geworden. De term is blijven bestaan als aanduiding voor de specifieke benaderingsmethode van de analyse van interacties. CA en etnomethodologie worden soms als één vakgebied beschouwd en aangeduid als EMCA.

## Geschiedenis
Conversatieanalyse werd eind jaren zestig en begin jaren zeventig ontwikkeld, voornamelijk door de socioloog Harvey Sacks en zijn naaste medewerkers Emanuel Schegloff en Gail Jefferson.:ix–lxii: ix-lxii Sacks werd geïnspireerd door de etnomethodologie van Harold Garfinkel en Erving Goffmans opvatting van de zogenaamde interactieorde, maar ook door een aantal andere bronnen van hedendaagse invloeden, zoals het generatieve taalkunde van Noam Chomsky en zijn focus op het opbouwen van een systeem.:xxi, xxxvi De taalhandelingstheorie van John Searle was eerder een parallelle ontwikkeling dan dat het CA beïnvloedde of erdoor beïnvloed werd.:xxiv Sindsdien is CA een gevestigde methode geworden, die gebruikt wordt in de sociologie, antropologie, taalkunde, spraakcommunicatie en psychologie, met subgebieden als interactionele sociolinguïstiek en interactionele linguïstiek, discoursanalyse en discursieve psychologie.

## Methode
De methode bestaat uit een gedetailleerde kwalitatieve analyse van stukken interactie tussen een aantal mensen, vaak vergezeld door een gedetailleerde transcriptie. De meeste studies baseren zich verschillende interacties met verschillende mensen. Sommige studies richten zich echter ook op een single-case analysis. Cruciaal is dat de methode gebruik maakt van het feit dat interactie bestaat uit meerdere deelnemers en dat die elkaar begrijpen. De methode gaat dan ook na hoe uit een beurt van een specifieke deelnemer blijkt dat er acht is genomen van de vorige beurt van een andere deelnemer (of andere eerdere interactie). Dit wordt aangeduid als de next-turn proof-procedure. Onderzoeksvragen in conversatieanalyse draaien om de oriëntatie van de deelnemers. Dat wil zeggen: welke (talige of andere) aspecten van de interactie mensen ertoe aanzetten op om bepaalde manieren te reageren, en welke interactieaspecten het traject van een interactie beïnvloeden. Een belangrijk onderdeel van de methode zijn afwijkende gevallen/deviant cases. Afwijkende interacties laten zien dat de schending van een interactionele norm de interactie beïnvloedt, waardoor het bestaan van de norm helder wordt.
De gegevens die bij CA worden gebruikt zijn in de vorm van video- of audio-opnames van gesprekken, verzameld met of zonder betrokkenheid van onderzoekers, meestal van een videocamera of ander opnameapparaat in de ruimte waar het gesprek plaatsvindt (bijv. een woonkamer, picknick of dokterspraktijk). De onderzoekers maken transcripten van de opnames in zoveel mogelijk detail.
De transcripten bevat vaak aanvullende informatie over non-verbale communicatie en de manier waarop mensen dingen zeggen. Een veelgebruikte transcriptiemethode is ontworpen door Jefferson en non-verbale details worden vaak getranscribeerd volgens de Mondadan-conventies van Lorenza Mondada.
Na de transcriptie voeren de onderzoekers een inductieve, datagestuurde analyse uit met als doel terugkerende interactiepatronen te vinden. Op basis van de analyse identificeren de onderzoekers regelmatigheden, regels of modellen om deze patronen te beschrijven, en versterken, wijzigen of vervangen ze oorspronkelijke hypotheses. Hoewel dit soort inductieve analyse op basis van verzamelingen van gegevensvertoningen fundamenteel is voor werk in CA, is het de laatste jaren gebruikelijker geworden om ook statistische analyse te gebruiken bij toepassingen van CA om problemen in de geneeskunde en elders op te lossen.
Conversatieanalyse biedt een methode om gesprekken te analyseren, en is als methode gebaseerd op een onderliggende theorie over welke kenmerken van gesprekken betekenisvol zijn, en welke betekenissen waarschijnlijk worden uitgedrukt door deze kenmerken. Daarnaast zijn er veel theorieën over hoe conversatie geïnterpreteerd moet worden.

## Basisstructuren
Conversatieanalyse biedt een model dat kan worden gebruikt om interacties te begrijpen, en biedt een aantal concepten om ze te beschrijven. In de volgende paragraaf worden belangrijke concepten en verschijnselen genoemd die in de conversatieanalytische literatuur voorkomen. Er wordt ook verwezen naar artikelen waarin het fenomeen centraal staat. Een gesprek wordt gezien als een verzameling beurten; fouten of misverstanden in de spraak worden aangepakt met reparaties, en beurten kunnen worden gemarkeerd door vertraging of door andere talige kenmerken.

### Beurtwisselingsorganisatie
De analyse van beurtwisseling is ontstaan in de beschrijving van een model in het paper Simplest Systematics, dat zeer programmatisch was voor het veld van conversatieanalyse en een van de meest geciteerde papers gepubliceerd in het tijdschrift Language.
Het model is ontworpen om te verklaren dat men in een gesprek meestal niet tegelijkertijd spreekt, maar dat over het algemeen slechts één spreker is, waar een ander vervolgens op volgt. Zo'n bijdrage aan een gesprek door één spreker is dan een beurt. Een beurt wordt gecreëerd door bepaalde eenheden die herkenbaar zijn voor luisteraars, ook wel turn construction units (TCU's) genoemd. Sprekers en luisteraars weten dat zulke vormen een woord of een zin(sdeel) kunnen zijn, en gebruiken die kennis om te voorspellen wanneer de beurt van een spreker eindigt. Op dat punt kan een andere gespreksdeelnemer beginnen te spreken, om zowel overlap als stilte te voorkomen of te minimaliseren. Een luisteraar gaat op zoek naar waar hij/zij kan beginnen te spreken - zogenaamde transition relevant places (TRP's) - op basis van hoe de TCU's worden geproduceerd. Turn construction units kunnen op vier manieren worden gevormd en herkend, met vier vormen van unit ontwerp.
- Grammaticale methoden: morfosyntactische structuren.
- Prosodische methoden: toonhoogte, snelheid en veranderingen in uitspraak.
- Pragmatische methoden: beurten voeren taalhandelingen uit. Als dat luisteraars genoeg gehoord hebben en genoeg weten om de rest van de beurt te voorspellen, kan een bocht pragmatisch voltooid zijn.
- Visuele methoden: gebaren, blikken en lichaamstaal. Een spreker kan bijvoorbeeld naar de volgende spreker kijken als zijn beurt bijna voorbij is.

Telkens wanneer een beurt voorbij is, moeten de sprekers ook beslissen wie de volgende is die mag spreken. Dit wordt turn allocation of beurttoewijzing genoemd. De regels voor beurttoewijzing zijn afkomstig uit Simplest Systematics. Er worden twee onderdelen onderscheiden, waarbij het eerste uit 3 elementen bestaat: 
1. a. Als de huidige spreker aan het eind van de huidige TCU een volgende spreker selecteert (door naam, blik of contextuele aspecten van het gezegde), heeft de geselecteerde spreker het recht en de plicht om als volgende te spreken. b. Als de huidige spreker geen volgende spreker selecteert, hebben alle andere potentiële sprekers het recht om zichzelf te selecteren (de persoon die als eerste begint te spreken is dan aan de beurt). c. Indien de opties 1a en 1b niet zijn uitgevoerd, mag de huidige spreker doorgaan met een andere TCU.
2. Aan het eind van de TCU van de in 1. gekozen spreker, is het beurttoewijzingssysteem weer van toepassing.

Op basis van het beurtwisselingssysteem kunnen drie soorten stilte worden onderscheiden: 
- Pause: Een periode van stilte binnen de TCU van een spreker, d.w.z. tijdens de beurt van een spreker wanneer een zin nog niet af is.
- Gap: Een periode van stilte tussen TCU's/beurten, bijvoorbeeld nadat een vraag is gesteld en nog niet is beantwoord
- Lapse: Een periode van stilte wanneer er geen sequentie of andere gestructureerde activiteit aan de gang is: de huidige spreker stopt met praten, selecteert geen volgende spreker en niemand selecteert zichzelf.

Sommige soorten beurten vereisen extra werk voordat ze succesvol kunnen plaatsvinden. Sprekers die een lange beurt willen, bijvoorbeeld om een verhaal te vertellen of belangrijk nieuws te vertellen, moeten eerst vaststellen dat anderen hen niet onderbreken tijdens hun verhaal. Dat doen ze door hun beurt in te leiden en door goedkeuring door de luisteraar te verwerven. De inleiding en de bijbehorende goedkeurig vormen een pre-sequentie. Gesprekken eindigen niet zomaar door 'gewoon te stoppen', maar vereisen een speciale afsluitingssequentie/closing sequence.
Het model laat sommige vragen onbeantwoord. Zo wordt de manier waarop de grenzen van de beurt worden geïdentificeerd en voorspeld niet duidelijk, evenals rol die de blik en de lichaamstaal van de gespreksdeelnemers spelen in het beurtwisselingssysteem. Het model werpt ook enkele vragen op voor andere disciplines. De razendsnelle timing van beurtwisseling leidt bijvoorbeeld tot een cognitieve bottleneck, waarin potentiële sprekers tegelijkertijd moeten letten op inkomende spraak en hun eigen volgende beurt moeten voorbereiden. Dit zorgt voor een zware cognitieve belasting, wat van invloed kan zijn op de structuur van taal.
De oorspronkelijke formulering in Sacks et al. (1974) is ontworpen om beurtwisseling alleen te modelleren in informele, 'gewone' gesprekken. Interacties in meer institutionele omgevingen (zoals vergaderingen, rechtbanken, nieuwsinterviews, bemiddelingshoorzittingen etc.) hebben een kenmerkende beurtwisselingsorganisaties die op verschillende manieren afwijkt van gewone conversatie. In latere studies is gekeken naar institutionele interactie en beurtwisseling in institutionele contexten.

### Sequentie-organisatie

#### Aangrenzende paren
Gesprekken bestaan meestal uit aangrenzende paren/adjacency pairs. Deze paren hoeven elkaar niet direct te volgen: ze vinden plaats verspreid over verschillende beurten. In een aangrenzende paar zijn  uitingen verdeeld over een eerste en een tweede paardeel, die dus samen één aangrenzend paar vormen. Er zijn veel verschillende vormen van aangrenzende paren, waaronder Vraag-Antwoord, Aanbod-Aanvaarding/Weigering en Compliment-Antwoord.

#### Sequentie-uitbreiding
Sequentie-uitbreiding of sequentie-expansie maakt het mogelijk om gesprekken te vormen die uit meer dan één aangrenzend paar bestaan. Deze gesprekken kunnen dan alsnog dezelfde basisactie uitvoeren. De verschillende extra elementen verrichten interactief werk dat te maken heeft met deze basisactie in de basissequentie. Sequentie-uitbreidingen worden gevormd in relatie tot een basissequentie die bestaat uit een eerste paardeel en een tweede paardeel, waarin de relevante kernactie wordt uitgevoerd. De expansie kan plaatsvinden vóór het eerste paardeel van de basissequentie, tussen het eerste en tweede paardeel van de basissequentie, en ná het tweede paardeel van de basissequentie.
1. Pre-expansie: een aangrenzend paar dat kan worden opgevat als een inleiding van de actie in de basissequentie. Een voorbeeld van een pre-expansie is een Oproep-Antwoord aangrenzend paar, zoals in de dialoog "Maria?"/"Ja?". Een oproep-antwoordpaar is niet noodzakelijk een inleiding tot een specifiek type basissequentie. Er zijn ook bepaalde types van presequenties die de gesprekspartners wél voorbereiden op een specifieke volgende basissequentie. Voorbeelden zijn "Drie keer raden"/"Wat?" als voorbereiding op een aankondiging, of "Heb je zondag plannen?"/"Nee " als voorbereiding op een uitnodiging.
2. Insertie-expansie: een aangrenzend paar dat tussen de twee paardelen van het basispaar komt. Insertie-expansies onderbreken de lopende activiteit, maar zijn nog steeds relevant voor die actie. Insertie-expansie biedt een mogelijkheid voor een tweede spreker (de spreker die de second pair part moet produceren) om interactioneel werk te verrichten dat relevant is voor het verwachte tweede paardeel. Een voorbeeld hiervan is een typisch gesprek tussen een klant en een winkelier:
Klant: Ik wil graag een broodje kalkoen, alstublieft. (eerste paardeel van basissequentie)
Server: Wit of volkoren? (eerste paardeel van insertie-sequentie)
Klant: Volkoren. (tweede paardeel van insertie-sequentie)
Server: Oké. (tweede paardeel van basissequentie)
3. Post-expansie: een beurt of een sequentie die volgt op, maar nog steeds gebonden is aan de basissequentie. Er zijn twee soorten: minimale en niet-minimale. Minimale expansie wordt ook wel een third pair part genoemd, omdat het een enkele beurt is na het tweede paardeel van de basissequentie die geen verdere beurt voorspelt. Voorbeelden van opeenvolgende afsluitende derden zijn "oh", "ik zie", "oké", enz

#### Preferentie-organisatie
CA kan structurele (dat wil zeggen: in de praktijk geobserveerde) voorkeuren/preferenties in gesprekken aantonen. Bepaalde soorten acties worden (binnen actie-sequenties) als reacties op bepaalde sequentiële situaties verkozen boven andere. Zo wordt instemming met het eerder genoemde standpunt doorgaans sneller en simpeler uitgevoerd dan het afwijzen van eerdere standpunten. Instemming is dus geprefereerd, wat blijkt uit het feit dat de instemming met een eerder standpunt doorgaans niet wordt voorafgegaan door stilte, noch wordt geproduceerd met vertragingen, verzachting en verklaringen. Dit geldt allemaal wel voor afwijzing, wat dus gedisprefereerd is. Een gevolg hiervan is dat de kans groter is dat een tweede paardeel van een sequentie instemmend/accepterend is dan dat het tweede paardeel afwijzend is. Pre-sequenties zijn ook een onderdeel van preferentie-organisatie, en dragen bij aan de uitkomst in het tweede paardeel.